# Zastava M53
Zastava M53 — югославський єдиний кулемет, який виробляється компанією Zastava Arms. Неліцензійна копія німецького кулемета MG-42.

## Характеристика
Як і його оригінальний MG-42, Zastava M53 використовує набої 7.92 × 57 мм і віддачу ствола з роликовим сповільненням. Стрільбу з кулемету веде розрахунок із трьох осіб: один безпосередньо керує вогнем, другий стежить за переміщенням стрічки і запобігає заклиненню та осічці, а третій забезпечує перезарядку кулемета, подаючи патронні стрічки.
Практика під час Югославських війн показала, що при постійному догляді за кулеметом і акуратній перезарядці його ефективність не гірша, ніж у сучаснішого радянського ПКМ, який за технічними характеристиками дещо перевищує M53.

## Країни
- Боснія і Герцеговина
- Ірак — експортувався в 1980-х роках
- Кіпр
- Північна Македонія
- Словенія
- Україна — під час російського вторгнення кулемети в якості закордонної допомоги надійшли на озброєння ЗСУ.[1]
- Чорногорія
- Хорватія

### Колишні
- СФРЮ
- СРЮ